# Sibylle Fendt
Sibylle Fendt (* 19. Juli 1974 in Karlsruhe) ist eine deutsche Fotografin.

## Leben
Nach einem Studium der Philosophie studierte Sibylle Fendt von 1996 bis 2002 an der Fachhochschule Bielefeld und von 2004 bis 2006 bei Wolfgang Tillmans an der Städelschule in Frankfurt am Main Fotografie. Seit 2002 arbeitet sie als unabhängige Fotografin und gewann im selben Jahr den Kodak Nachwuchs-Förderpreis. Im Jahr 2003 nahm sie an der Ausstellung V. Rencontres de la Photographie Africaine in Bamako/Mali teil und war Teilnehmerin der Joop Swart Master Class von World Press Photo. Ihre Themen sind zumeist sozialkritisch geprägt, sie thematisiert Menschen aus dem Abseits der Gesellschaft, wie psychisch Kranke oder am Leben Gescheiterte, mit einem starken Fokus auf feministische Aspekte. 
Sibylle Fendt lebt und arbeitet in Berlin. Sie unterrichtet an der Ostkreuzschule für Fotografie und Gestaltung in Berlin-Weißensee und ist Mitglied der Agentur Ostkreuz. Sie ist ferner Verwalterin einer Professur für Design und Medien an der Hochschule Hannover.
Im Jahr 2006 wurde sie von der Zeitschrift NEON zu den 100 wichtigsten jungen Deutschen gezählt.